# ルイゼル・ラモス
ルイゼル・ラモス（Luisel Ramos, 1984年4月12日 - 2006年8月2日）は、ウルグアイのモデル。
2006年8月2日にウルグアイのモンテビデオで開催されたファッション・ウィーク中に、神経性無食欲症が原因の心不全で倒れ、22歳で死去した。彼女は舞台を歩いている時に気分が悪くなり、控え室に戻る途中で倒れ、そのまま死亡した。死亡する数ヶ月前からダイエットコークとレタスの葉しか摂取していなかったという。死亡時のボディマス指数は14.5（世界保健機関によると、16で飢餓状態と言われている）、身長175cmに対して体重は44.5kgしかなかった。2007年2月13日には、彼女の妹であるモデルのエリアナ・ラモスも、同じ死因により18歳で死去した。
彼女の死を受け、マドリードのファッション・ウィークでは、モデルのボディマス指数は最低でも18なければいけないとされた。また、イタリアでは0サイズのモデルの出場が禁止となった。